# Billigheim
Billigheim település Németországban, azon belül Baden-Württembergben. Lakosainak száma 6096 fő (2023. december 31.).

## Népesség
A település népessége az elmúlt években az alábbi módon változott:
| Lakosok száma | 4662 | 5115 | 5410 | 5251 | 5309 | 5818 | 5853 | 5881 | 5845 | 6096 |
|               | 1961 | 1968 | 1974 | 1981 | 1987 | 1994 | 2000 | 2007 | 2013 | 2023 |